# Bartolomeo Passerotti

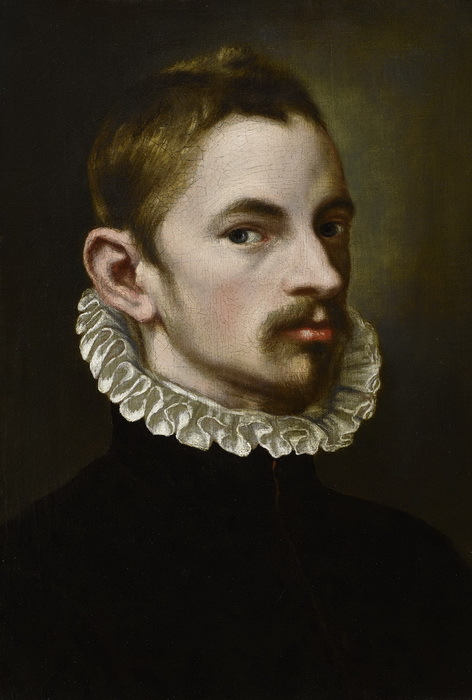
Bartolomeo Passarotti, Autorretrato, ca. 1560.

Bartolomeo Passerotti también llamado Passarotti (1529 - 1592). Pintor manierista italiano. Desarrolló su actividad principalmente en su ciudad natal, Bolonia. 
Viajó a Roma, donde trabajó a las órdenes de Jacopo Vignola y Taddeo Zuccaro. Tras su regreso a Bolonia, creó un taller, desde donde influyó en la obra de otros artistas, como es el caso de Annibale Carracci.

## Enlaces
- Wikimedia Commons alberga una categoría multimedia sobre Bartolomeo Passerotti.

- Getty ULAN entry] (enlace roto disponible en Internet Archive; véase el historial, la primera versión y la última)..

- Datos: Q809512
- Multimedia: Bartolomeo Passerotti / Q809512